# Пеньковская культура
Пенько́вская культура (пражско-пеньковская культура, антская культура) — археологическая культура V—VII веков, распространённая в полосе лесостепи от Поднестровья до бассейна Северского Донца. На границах ареала пеньковские памятники перемежаются с колочинскими и пражскими.
Происхождение пеньковской культуры связывают с традициями черняховских групп, включающими компоненты киевской культуры, при существенном участии носителей последней, пришедших с севера. Позднекиевские и пеньковские памятники близки на уровне макроструктур (топография поселений, погребальный обряд, домостроительство, керамический комплекс), что свидетельствует об их родстве. Согласно А. М. Обломскому, пеньковская культура сформировалась на основе южных группировок киевской культуры, попавших под черняховское влияние.
По мнению большинства учёных, в пеньковской культуре преобладают традиции раннеславянского круга. Её носителями обычно признаются анты.

## История исследования

Д. Т. Березовец — археолог, выделивший памятники пеньковского типа

Памятники, относимые ныне к пеньковской культуре, были впервые выявлены на рубеже XIX—XX веков. В середине XX века сходные древности Надпорожья исследовались А. В. Бодянским, В. Н. Даниленко и А. Т. Смиленко. В 1948 году И. И. Ляпушкин встретил пеньковскую керамику в Сенче, но ошибочно датировал её эпохой бронзы. Изучение памятников Пруто-Днестровского междуречья было начато в 1950 году Г. Б. Фёдоровым. C 1953 года раскопки пеньковского поселения в бассейне Северского Донца вёл Б. А. Шрамко. Исследования в Потясминье производились Д. Т. Березовцом, В. П. Петровым, Д. Я. Телегиным и Е. А. Петровской; в Побужье — П. И. Хавлюком, В. Н. Даниленко и В. И. Бидзилёй.
По итогу раскопок, проведённых в 1956—1959 годах близ села Пеньковки, Д. Т. Березовец выделил круг памятников пеньковского типа, которые приписал уличам. К нему Березовец отнёс древности, датируемые V—IX веками. М. И. Артамонов предпочёл связать пеньковские памятники с кутригурами, а А. В. Бодянский и П. И. Хавлюк — с антами. К точке зрения последних присоединились В. В. Седов и П. Н. Третьяков. В работе И. П. Русановой, подытожившей начальный этап исследований, пеньковская культура объявлялась разнородной, объединявшей славянское, иранское и болгарское население.
К 1980-м годам В. В. Седов, П. Н. Третьяков, О. М. Приходнюк, И. А. Рафалович и другие археологи стали причислять к пеньковским лишь те комплексы, где присутствовала характерная посуда третьей четверти I тысячелетия н. э. В то время у учёных сложилось две точки зрения на происхождение пеньковской культуры. Сторонники первого направления (Э. А. Сымонович, В. В. Седов, И. П. Русанова, А. Т. Смиленко) искали её корни в особом типе черняховских памятников, распространённом преимущественно в Среднем Поднепровье, лесостепной части Днепровского Правобережья и в Поднестровье. Приверженцы иного взгляда (П. И. Хавлюк, П. Н. Третьяков, В. Д. Баран, О. М. Приходнюк, Р. В. Терпиловский, Е. А. Горюнов и др.) подчёркивали сходство пеньковской культуры с киевской, а следы черняховского влияния признавали второстепенными.

## География

Археологические культуры юга Восточной Европы в VII веке. Пронумерованы памятники сахновского типа

Ареал пеньковской культуры охватывает обширную территорию степной и лесостепной зон Северного Причерноморья, от Северского Донца до восточной Румынии. Граница пеньковского и колочинского ареалов выглядит «размытой»: на поселениях колочинской культуры встречены пеньковские комплексы. Иногда к пеньковской культуре относят поселение Роище в Черниговской области, отстоящее на 150 км от основного массива пеньковских памятников. Сходные древности известны в междуречье Северского Донца и Дона (в частности, в Поосколье). Также фиксируется присутствие носителей пеньковской культуры на верхнем Воронеже.
Граница ареалов пеньковской и пражской культур проходит между Росью и Стугной. В Побужье и Пруто-Днестровском междуречье памятники этих общностей располагаются вперемежку. Отдельные компоненты пеньковской культуры встречаются в материалах памятников Нижнего Подунавья, обладающих также пражскими и гето-дакийскими чертами. Известны они и среди материалов ряда византийских укреплений (Диногеция, Эгисс, Халмир (Индепенденца), Берое (Пьятра-Фрекацей), Истрия, Каллатис, Голеш, Нова-Черна и др.).
К пеньковской культуре ранее относили некоторые находки, происходящие из Среднего Подунавья, Крыма и других регионов, однако ныне эта атрибуция отвергается специалистами.
О. М. Приходнюк выделяет четыре локальных варианта пеньковской культуры, памятники которых отличаются особенностями керамического комплекса, домостроительства и погребального обряда:
- Лесостепное Днепровское Левобережье, для которого характерны срубные дома и шамотированная керамика;
- Днепро-Днестровское междуречье, где распространена керамика с примесью дресвы, песка и слюды, наиболее заметно черняховское и пражское влияние;
- Днепровское Надпорожье и Поорелье, где изготавливалась керамика с примесью шамота и органики, а также были распространены постройки кочевнического облика;
- Прутско-Днестровское междуречье, где жилища отапливались преимущественно печами-каменками, повсеместна керамика с шамотом и встречаются сосуды, подобные чурельским[84].

На юге пеньковский ареал граничит с зоной, издавна заселённой степными кочевниками. В V—VI веках в ней обитали гунны и болгары, оставившие памятники так называемого шиповского горизонта. Во второй половине VI — первой половине VII века в Северном Причерноморье кочевали кутригуры.

## Преемственность и хронология
Пеньковская культура, как и родственная ей колочинская, складывается во второй четверти — середине V века, о чём свидетельствуют находки на ранних памятниках черняховской гончарной керамики и других изделий. Как считает А. М. Обломский, пеньковская культура восходит к среднеднепровскому варианту киевской культуры и черняховским памятникам «киевской традиции». В меньшей степени прослеживается её сходство с сейминско-донецким вариантом киевской культуры и памятниками типа Роища-Александровки. Таким образом, её основу составляют традиции носителей киевской культуры, находившихся под сильным черняховским влиянием или непосредственно включённых в состав черняховской общности. Более грубый облик пеньковской культуры в сравнении с предшествующей черняховской или лесостепными вариантами киевской нельзя объяснить ничем, кроме воздействия более северных киевских групп. 
Наиболее ранние пеньковские памятники расположены на юге лесостепного Днепровского Левобережья, Среднего Поднепровья и Днепро-Бугского междуречья, а также в Побужье. О. М. Приходнюк относит к их числу некоторые комплексы с поселений Селиште и Ханска-2. Ареал ранних памятников пеньковской культуры расположен в зоне, ранее занятой черняховцами, однако от их памятников пеньковские отличаются поселенческой топографией, устройством жилищ и деталями погребального обряда. Смена черняховских памятников пеньковскими пришлась на эпоху Великого переселения народов, вызванного широкомасштабным нашествием гуннов.
В. В. Седов считал носителей пеньковской культуры потомками местного черняховского населения, в меньшей степени — переселенцев из северных земель. По его словам, на некоторых пеньковских поселениях были обнаружены немногочисленные жилища, сходные с полуземлянками киевской культуры, которые по своим конструктивным особенностям и интерьеру существенно отличаются от пеньковских. Седов отмечал также различия киевской и пеньковской посуды, полагая, что участие потомков носителей киевской культуры в пеньковском культурогенезе было незначительным.
Ключевым аргументом в пользу преемственности черняховской и пеньковской культур выступает наличие на памятниках первой лепных сосудов, близких по форме позднейшим пеньковским (округлобоких и ребристых горшков, некоторых типов мисок). Но столь же часто округлобокие горшки встречаются на киевских памятниках, синхронных черняховским. Связь некоторых форм посуды с черняховскими комплексами сомнительна: зачастую сосуды были найдены на многослойных памятниках, содержащих материалы иных культур. Часть вариантов черняховских ребристых горшков восходит к киевской традиции. Также на памятниках черняховской культуры распространены ребристые сосуды вельбарской традиции и биконические — позднескифской. Параллели между ними и пеньковской керамикой не прослеживаются, тогда как в керамическом комплексе киевской культуры выявлены прямые прототипы последней.
О. М. Приходнюк и Е. А. Горюнов продемонстрировали сходство пеньковской и киевской культур на уровне макроструктур. Поселения этих культур обычно размещались в поймах, тогда как черняховские селища чаще занимают чернозёмные склоны холмов. Конструктивные параметры киевских и пеньковских жилищ близки друг другу. Для ранних пеньковских построек характерно наличие опорных столбов и открытых очагов. Эти детали были популярны в киевском домостроительстве. О. В. Петраускас показал сходство погребального обряда киевской и пеньковской культур. В обеих распространены трупосожжения на стороне, погребения в урнах и без таковых. 
Тем не менее, в пеньковской культуре присутствуют черняховские элементы. К ним относятся отдельные приёмы ремесла, некоторые земледельческие орудия (например, наральники), округлобокие банковидные сосуды с загнутым внутрь краем, ребристые миски с S-видным профилем. Возможно, потомками черняховцев оставлены отдельные ингумации V—VII веков, встречающиеся на юге Среднего Поднепровья и лесостепи Днепровского Левобережья. 
Различные варианты периодизации пеньковской культуры были разработаны Е. А. Горюновым, О. М. Приходнюком и М. В. Любичевым. Каждый из них обладает некоторыми недостатками. Выделяются следующие стадии её развития: 
- Ранний этап (IV — начало V века) с «протопеньковскими» комплексами, переходный от киевской культуры к пеньковской[К 2];

- Первая стадия (V век);

- Вторая стадия (VI — конец VII века)[94][95].Предметы из Мартыновского клада

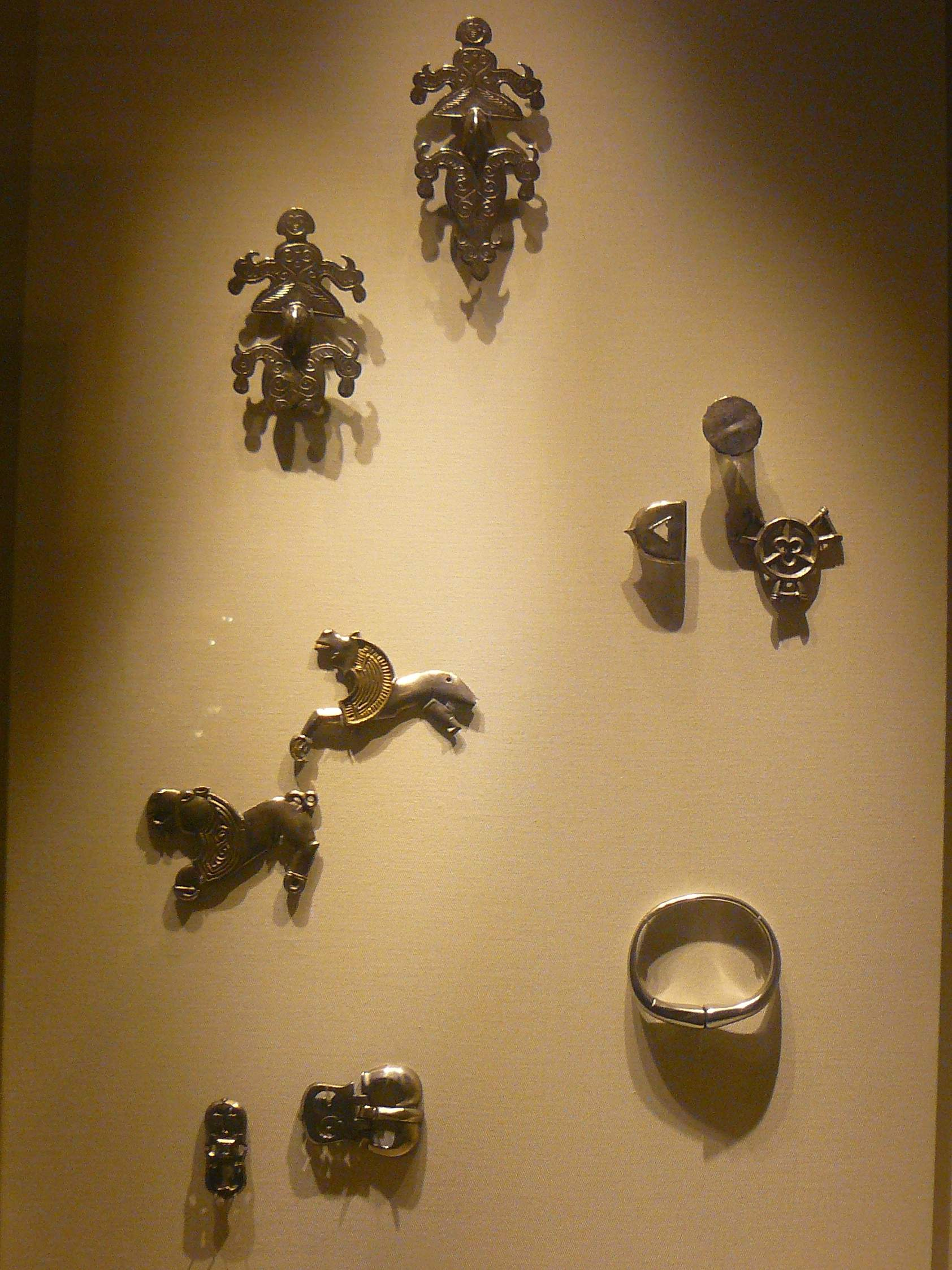
Предметы из Мартыновского клада

Во второй половине или, более узко, в третьей четверти VII века пеньковская культура распалась, сменившись в западной части ареала лука-райковецкой, в восточной — памятниками типа Сахновки и Волынцева. По мнению большинства исследователей, гибель пеньковской культуры была связана с болгарской или хазарской экспансией. Отражением катастрофы выступают зарытые в период опасности клады типа Мартыновского. М. М. Казанский относит это событие к середине VII века. Отдельные островки пеньковского населения в лесостепи могли сохраняться и во второй половине столетия, но большая его часть, вероятно, мигрировала на север, в колочинский ареал. Возможно, некоторые носители пеньковской и колочинской культур укрылись на пустых городищах скифского времени. Эволюционного продолжения пеньковская культура не имела, однако в керамическом комплексе более поздних волынцевских памятников некоторые пеньковские традиции всё же заметны. Согласно построениям А. М. Обломского и В. Е. Родинковой, пеньковцы присутствовали в Поднепровье как минимум до конца VII века. 

## Поселения

### Селища
К концу XX века археологами было выявлено 319 (к началу XXI века — уже не менее 350) памятников пеньковской культуры. Большинство из них является остатками неукреплённых поселений, расположенных в низменных местах у воды, в окружении болот, пойменных лугов и, что немаловажно, лёгких для обработки земель. Только два известных селища помещаются на возвышенностях. Поселения концентрировались «кустами» по 5—7 в одном скоплении, отделяясь друг от друга промежутками в 3—5 км. Культурный слой селищ обычно незначительный, лишь в отдельных случаях его мощность достигает 20—40 см. Это объясняется недолговечностью существования поселений и малочисленностью одновременно функционировавших жилищ (от 4—7 на мелких селищах до 12—15 в среднем). Площадь большинства селищ не превышает 2—3 га, обычно достигая 1,5 га.

### Городища
О. М. Приходнюк отмечает существование всего двух городищ пеньковской культуры. Укрепления первого, расположенного у села Будище близ Черкасс, были возведены ещё в скифское время и возобновлены в раннем Средневековье. Отсутствие культурного слоя и объектов свидетельствует о его использовании в качестве убежища, где люди постоянно не жили. Другое городище, исследованное экспедицией под руководством И. А. Рафаловича, находится возле села Селиште в Молдове. Укрепления этого посёлка представляли собой двойную деревянную стену, заполненную изнутри грунтом. Внутреннее пространство крепости было занято жилищами и производственными печами. В ходе раскопок было выявлено свыше 80 хозяйственных ям и одно трупосожжение, за пределами городища обнаружено ещё пять кремаций и две ингумации. Это поселение являло собой административно-хозяйственный центр округи. Интерпретация поселений близ Будища и Селиште как городищ вызывает сомнения у некоторых специалистов. Укрепления в Селиште, вероятно, были сооружены в раннем железном веке и позднее не использовались.
Пастырское городище, расположенное в ареале пеньковской культуры и зачастую ошибочно к ней причисляемое, представляет отдельное культурное явление. Вероятно, здесь находился центр производства специфической круговой посуды, которая попадается лишь на поздних пеньковских памятниках. Комплекс раннесредневековой лепной керамики, происходящей с Пастырского, полностью не вписывается ни в одну из известных культур. Аналоги отдельных форм отыскиваются в разных культурах обширного ареала, от Среднего Поднепровья до Нижнего Подунавья. По одной версии, жизнь на Пастырском городище прекращается в 60-х — 80-х годах VII века (немногим позже распада пеньковской культуры), по другой — продолжается вплоть до начала или даже середины VIII века.

## Хозяйство
Носители пеньковской культуры жили за счёт земледелия и животноводства. Археоботанические находки на пеньковских памятниках свидетельствуют о выращивании проса, ячменя, пшеницы (в частности, полбы), ржи и иных культур. По сравнению с предшествующей черняховской культурой, число земледельческих орудий на пеньковских памятниках чрезвычайно мало. Они представлены наральниками, мотыжками, серпами, косами-горбушами; однажды встречено чересло. Также найдены зернотёрки и жернова. Пеньковцы содержали крупный рогатый скот, свиней, овец, коз и лошадей; выпас производился на пойменных лугах вблизи поселений.

## Материальная культура

### Жилища и хозяйственные сооружения
Жили пеньковцы, как правило, в прямоугольных или трапециевидных полуземлянках (каркасных или срубных) площадью 10—20 м², иногда с закруглёнными углами. Пол нивелировался и трамбовался, мог обмазываться глиной. В некоторых случаях встречены входные приямки. Признаком каркасной конструкции дома служит наличие столбовых ям по углам и у стен котлована. Для ранних этапов развития пеньковской культуры характерны жилища с открытыми очагами, иногда с центральным столбом. Позже получили распространение печи-каменки. Ряд исследователей связывает появление таких печей в пеньковских домах с проникновением традиций пражской культуры. Крыши домов чаще всего покрывались соломой или камышом. С точки зрения А. М. Обломского, традиции домостроительства пеньковской культуры во многом напоминают колочинские. На пеньковских поселениях Надпорожья исследователям дважды встретились остатки каменных наземных построек. В. В. Седов писал, что в Жовнине было найдено несколько жилищ с глиняными стенами и полами, выложенными из черепков битой керамики, гальки и глины. Он сопоставлял их с салтово-маяцкими сооружениями. Согласно О. М. Приходнюку, плохая сохранность указанных строений не позволяет выстраивать подобные аналогии.
На нескольких селищах найдены остатки «юртообразных» глинобитных или деревянных жилищ с углублённым полом, имевших округлую или овальную форму. Многие исследователи видят в них свидетельство контактов славян со степными кочевниками. По мнению А. В. Комара, единственное сооружение, сопоставимое с настоящей юртой, выявлено в Чернечине. Возможно, к таковым относится и одна из построек конца VII — VIII века, обнаруженных в Стецовке. Остальные строения округлой формы не имеют никакого отношения к юртам. Сходные сооружения известны в киевской культуре, и скорее всего, перешли в пеньковскую из неё.
Хозяйственные постройки (амбары, мастерские) и ямы для хранения припасов находились возле жилищ или располагались компактной группой. Хозпостройки обычно углублённые, четырёхугольной формы, площадью от 5 до 30 м². Хозяйственные ямы округлые или овальные в плане, иногда колоколовидные в разрезе, глубиной от 40 до 180 см. Встречаются надворные очаги и печи, использовавшиеся для приготовления пищи в тёплое время года.

### Керамика

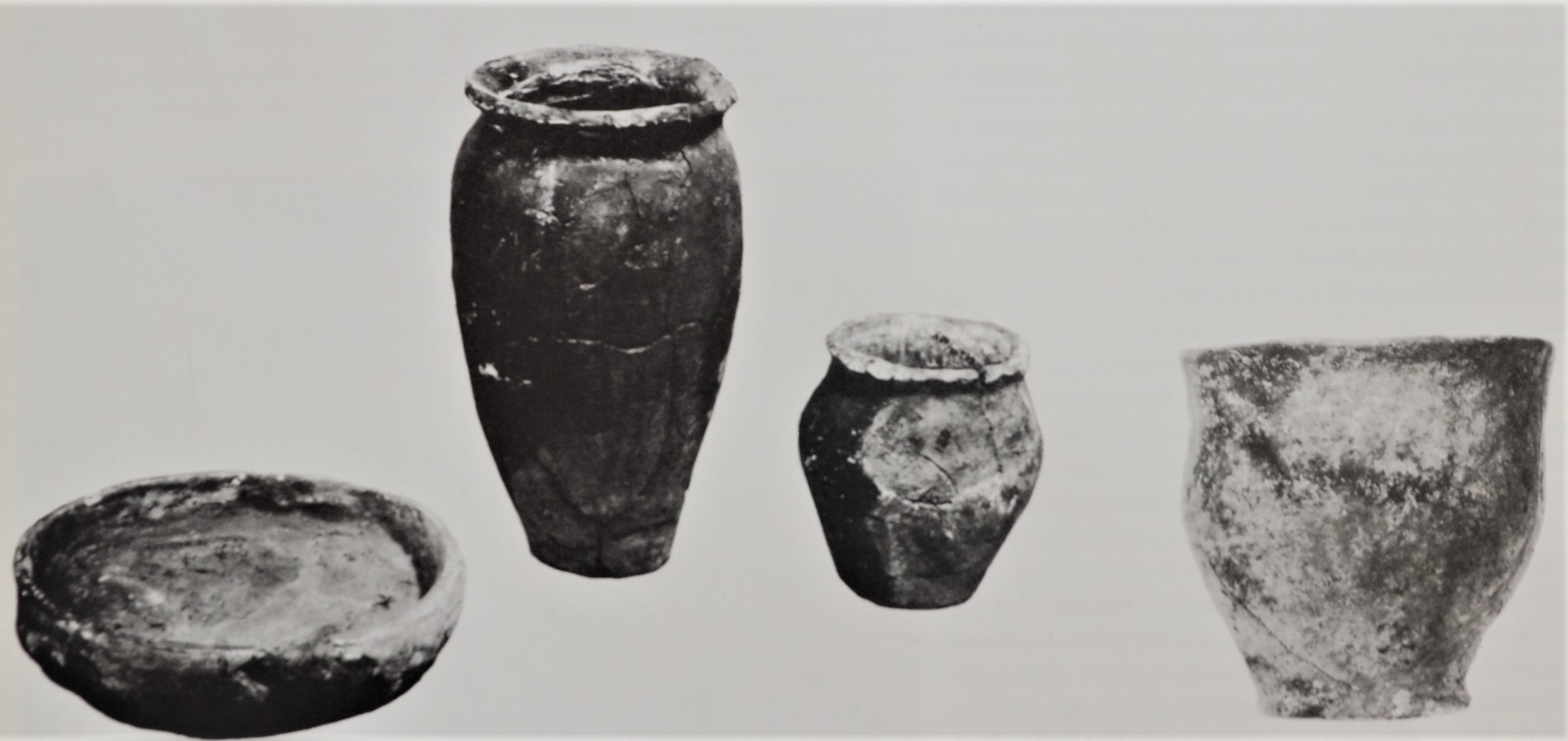
Пеньковская лепная посуда

Основная масса пеньковской керамики — домашнего производства. В керамическом комплексе доминируют лепные округлобокие и биконические сосуды (горшки, корчаги-зерновики), также присутствуют сковороды с бортиком, плоские диски, разнообразные миски, чашевидные сосуды, миниатюрные «кубки». В формовочной массе попадается шамот, дресва, песок и слюда. Как правило, пеньковская керамика не орнаментировалась, лишь изредка ножом делались насечки на венчиках горшков. Временами сосуды украшались налепами разных форм (в частности, валиками). Из глины изготавливались также пряслица, тигли, льячки. Находки привозных амфор единичны.

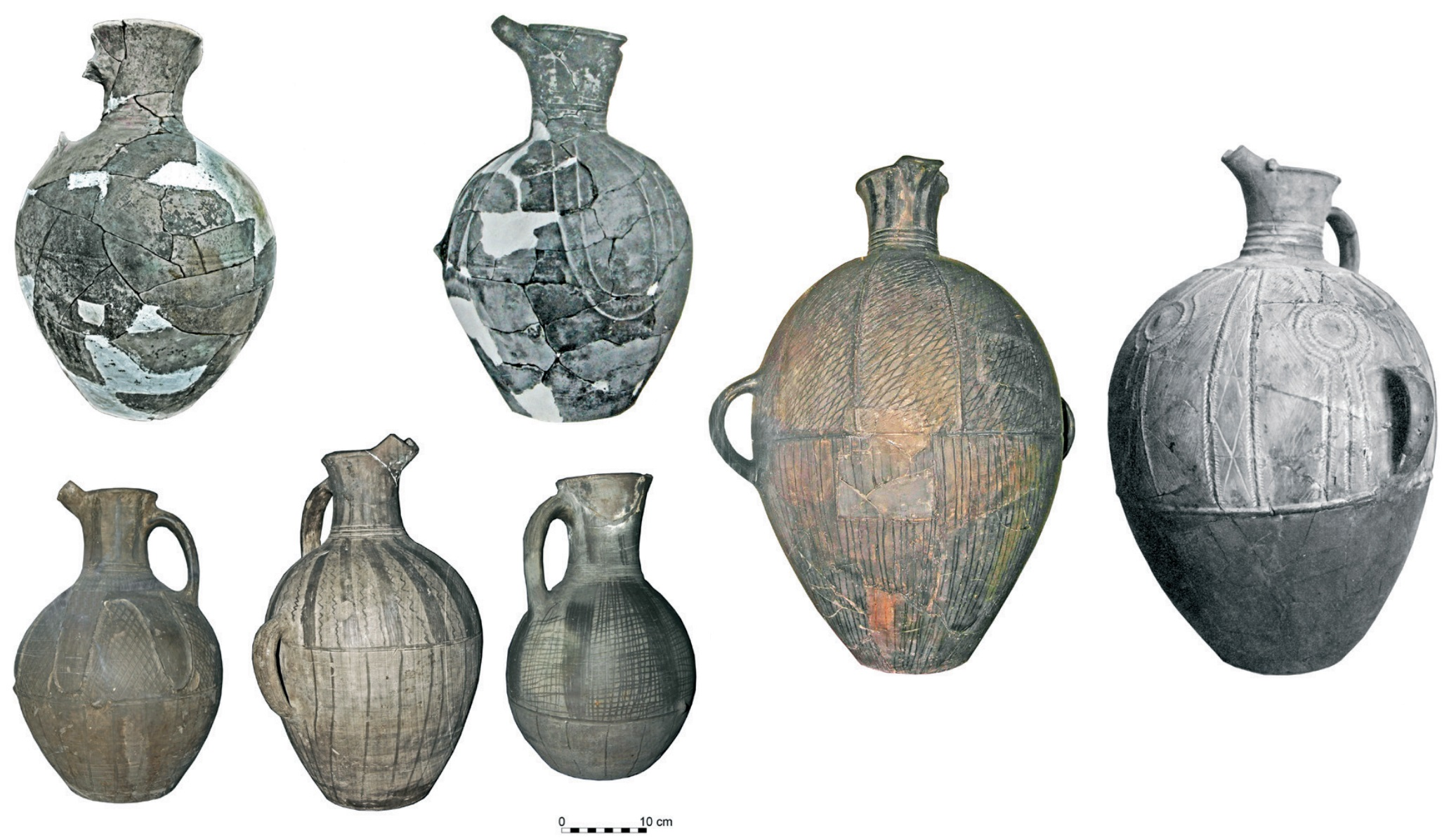
Керамика канцерского типа

На ранних памятниках встречены фрагменты круговой керамики черняховского облика: серолощёных мисок, кухонных горшков. По мнению А. М. Обломского, пеньковская культура складывалась в то время, когда черняховская посуда ещё производилась или, как минимум, продолжала бытовать в лесостепной полосе. На поздних памятниках встречается «салтоидная» круговая посуда канцерского и пастырского типов. Канцерская посуда производилась во второй половине VII — начале VIII века. Она обнаруживается на стойбищах номадов и в богатых кочевнических комплексах, на пеньковских поселениях редка. Учёные полагают, что традиции производства подобной керамики были принесены в Поднепровье из Кисловодской котловины. Преобладает мнение, что производством керамики канцерского типа (сероглиняных кувшинов с лощёным орнаментом) занимались аланы. Их мастерские располагались в балке Канцерке близ Любимовки и в Мачухах. Центр производства пастырской посуды (сероглиняных горшков с шарообразным туловом и коротким венчиком) точно не установлен. Возможно, её изготавливали обитатели Пастырского городища. Как считает М. М. Казанский, недолгий период сосуществования носителей пеньковской и пастырской культурных традиций приходится на вторую треть VII века. Находки керамики пастырского типа на пеньковских поселениях нечасты. Также она встречается на сахновско-волынцевских памятниках. Связь пастырской керамики с аланскими традициями не доказана; возможно, истоки её орнаментации восходят к провинциально-римскому гончарству.

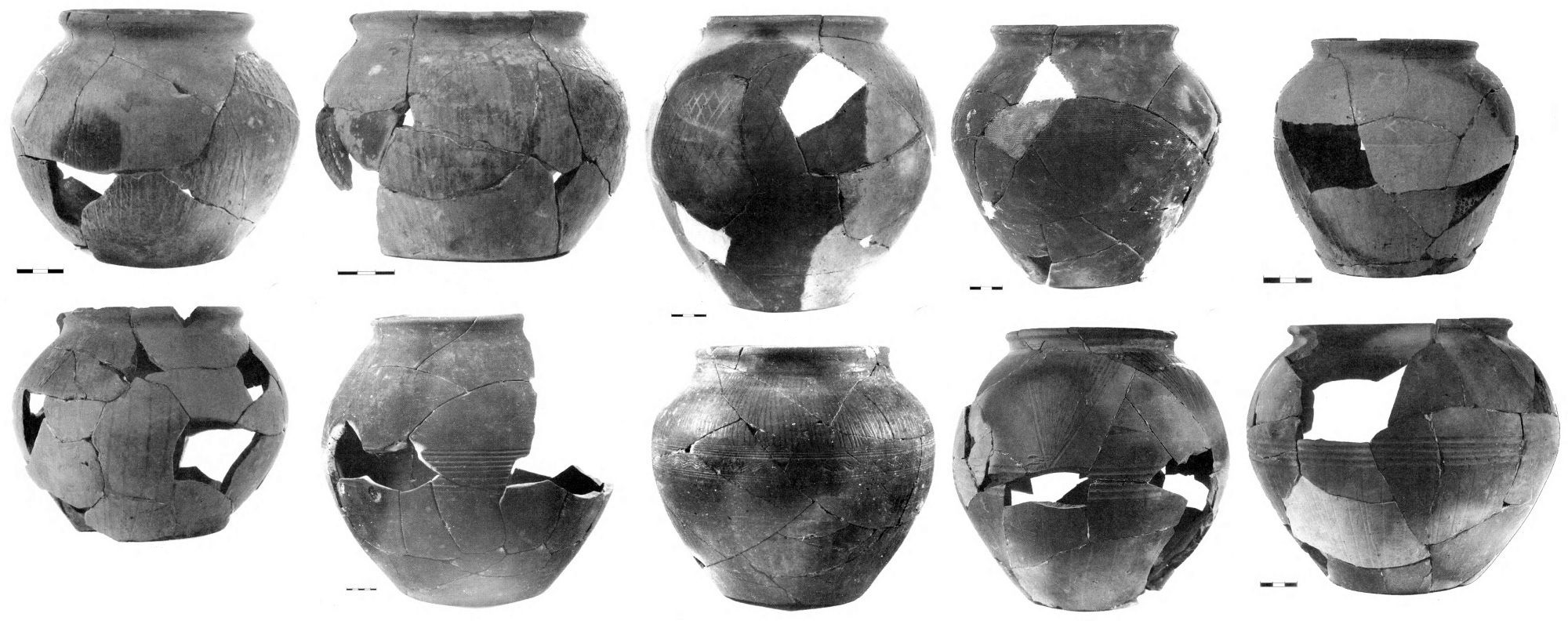
Керамика пастырского типа

### Ремесло
На памятниках пеньковской культуры встречаются изделия из кости: иглы, проколки, лощила, гребни. Среди железных предметов попадаются сельскохозяйственные орудия, ножи, резцы, шилья, иглы, крючки (рыболовные и фурнитурные), пряжки, удила, наконечники стрел и копий. Обнаружены железоплавильные горны, домницы. Значительный металлургический центр располагался в Побужье, на острове между Солгутовым и Гайвороном. Пеньковцы владели техникой тепловой обработки, ковки железа и сырцовой стали, однако методы цементации и стальной наварки применялись ими редко. О развитии цветной металлургии свидетельствуют находки тиглей и льячек для плавки бронзы. Изделия из цветных и благородных металлов представлены фибулами, браслетами, подвесками, колокольчиками, поясными гарнитурами, височными кольцами, шейными гривнами и т. д. Встречаются литейные формы, изготовленные из мягких пород камня.

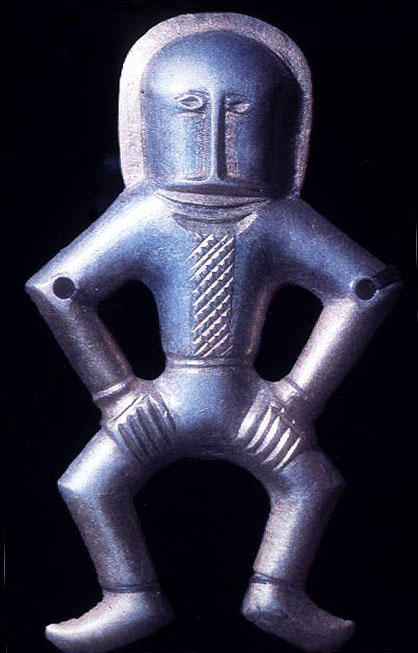
Нашивная бляшка из Мартыновского клада

С пеньковской и колочинской культурами связан ранний хронологический горизонт (конец VI — вторая половина VII века) так называемых «древностей антов»: мартыновский убор, типичный для днепровских кладов первой группы. В облике входящих в него изделий заметно готское, гепидское, византийское и кочевническое влияние. Название «древностей антов» условно: украшения этого круга не могут считаться этнографическим признаком исторических антов, поскольку не соответствуют известному району их расселения (от Нижнего Дуная до Поднепровья или даже Подонья), а концентрируются в ограниченной зоне (восток пеньковского ареала и юго-запад колочинского).

### Погребальный обряд
Носители пеньковской культуры обычно кремировали покойников. Кальцинированные кости с остатками погребального костра помещались в неглубокую ямку, реже в урну. К концу XX века археологами было изучено около 50 захоронений, большинство которых найдено неподалёку от поселений или даже на территории последних. Значительных могильников немного, в основном же погребения одиночные или групповые. В качестве погребального инвентаря попадается посуда, металлические украшения, колокольчики, ножи, рыболовные крючки, оплавленные стеклянные бусы. Изредка встречаются ингумации, которые приписывают степнякам. В некоторых ингумациях находили вещи из круга «древностей антов» и более ранние фибулы дунайского происхождения. Возможно, подобные захоронения отражают собой экзогамные браки пеньковцев с выходцами из аланской и германской среды.

## Этническая принадлежность
Большинство исследователей (Е. А. Горюнов, О. М. Приходнюк, В. В. Седов, А. Т. Смиленко, А. М. Обломский, И. О. Гавритухин, Д. А. Мачинский, Д. Н. Козак, Р. В. Терпиловский, И. С. Винокур и др.) соотносит носителей пеньковской культуры с антами — одной из ветвей славян. М. И. Артамонов включал пеньковские древности в состав пастырской культуры, которую приписывал кочевникам — кутригурам. Гипотезы о связи пеньковской культуры с номадами высказывались также Ч. Балинтом, И. А. Барановым и В. В. Майко. Мнение о «пеньковско-кочевническом симбиозе», высказываемое А. М. Обломским и Ф. Куртой, исследованиями не подтверждается. И. П. Русанова видела в носителях пеньковской культуры конгломерат, сложившийся из массы славянского, иранского и болгарского населения в черняховской среде. Она отождествляла пеньковцев с антами, однако не считала последних славяноязычным народом. С точки зрения Русановой, анты постепенно славянизировались в VI—VII веках. Б. Ш. Шмоневский отмечает, что ареал пеньковской культуры более обширен, чем зона расселения антов, указанная в письменных источниках. М. В. Любичев считает название анты не этнонимом, а территориальным понятием. В его понимании, пеньковские памятники оставлены смешанным населением: германцами и балтами.